# Herma Nap-Borger
Herma Janny Nap-Borger (Almelo, 25 januari 1947) is een Nederlands politicus en voormalig lid van de Eerste Kamer der Staten-Generaal namens het CDA.
Na het volgen van de opleiding tot kleuterleidster aan de kweekschool in Enschede in 1966 ging zij dit beroep te Almelo uitoefenen. In 1967 haalde zij ook de hoofdacte, en in 1973 richtte ze zelf een peuterspeelzaal op, die ze tot 1981 zou leiden. Begin jaren 80 werd ze actief in diverse stichtingen en organisaties die zich met welzijn en gezondheid bezighielden.
In 1987 werd Nap-Borger namens het CDA gekozen in de Provinciale Staten van Overijssel, wat ze zou blijven tot 2003. In die periode is ze penningmeester, secretaris en voorzitter van de CDA-fractie geweest. In 1999 werd ze benoemd in de Gedeputeerde Staten, waar ze verantwoordelijk was voor volksgezondheid, milieu, zorg, onderwijs, sport en emancipatie. In 2003 werd ze gekozen in de Eerste Kamer, waar ze zich bezighield met Volksgezondheid, Welzijn en Sport en Cultuur.
Herma Nap-Borger is in 2003 onderscheiden als Ridder in de Orde van Oranje-Nassau.

## Bron
- De informatie op deze pagina, of een eerdere versie daarvan, is geheel of gedeeltelijk afkomstig van www.parlement.com.  Overname was tot 1 februari 2016 toegestaan met bronvermelding.

- Parlement.com: vggm1fdz67t7